# 스마 스테이션
《스마스테이션!!》(SmaSTATION!!, スマステーション!!)는 TV 아사히 계열에서 매주 토요일 23:15부터 24:09(일요일  00:09, JST)까지 생방송으로 진행되던 버라이어티 쇼로, 일본의 남성 아이돌 그룹 SMAP의 멤버 카토리 싱고가 진행하는 인포테인먼트 TV 프로그램이었다. 줄여서 스마스테(スマステ)라고도 불렸다. SMAP이 해체된 이후에도 방송은 지속되었지만 결국 2017년 9월 종영했다.

## 출연자

### 진행자
- 카토리 싱고 - 진행자.
- 오오시타 유코 - 부 진행자, TV 아사히 아나운서.

### 그 외 출연자
매주 특별게스트(초대손님. 일본, 한국 또는 그 외 지역의 유명 연예인)가 출연한다. 아래는 수시 출연자.
- 이나가키 고로 - 진행자 카토리 싱고의 SMAP 동료, 연예인. 수시 출연.
- 구사나기 쓰요시(초난강) - 위와 같음.
- 키무라 타쿠야 - 위와 같음. 분기별 출연.
- 나카이 마사히로 - 위와 같음. SMAP 리더.
- 고바야시 카츠야 - 이 프로그램의 나레이터.

## 특징
스마 스테이션은, 매주 특정한 주제 및 순위를 정하여 그 내용(맛집, 명승지, 프로그램 등)을 소개하는 '순위 버라이어티' 프로그램이다. 진행자 카토리 싱고가 TV 아사히 본사 옥상에서 직접 프로그램의 시작을 알리며, 맛집 혹은 명승지를 소개할 때 이를 대표(소개)하는 음식(먹거리)이 나올 경우, 출연한 게스트가 생방송 중 직접 시식을 하기도 한다. 방송 말미에는 '메일 토크'코너를 통해 시청자들의 질문을 취합하여, 이를 토대로 진행자 및 게스트가 제한시간동안 대화를 나눈다. 이 프로그램이 발행하는 호외 홍보지 '스마 타임즈'(SmaTIMES)가 일본에서 배포중이며, 이 프로그램의 공식 홈페이지에서 그 표지가 공개되고 있다.
김하늘(2005년 6월에 출연), 보아(2006년 3월 4일 출연), 신화(2006년 6월에 출연), 최자혜(2007년 4월 14일), 최지우(2007년 4월 14일), 박용하(2007년 8월 18일 출연) 등을 비롯한 한국 연예인들도 다수 출연하였다.

## 같이 보기
- 보도 스테이션 - 이 프로그램(예능부문)과 더불어, TV 아사히의 간판 프로그램(보도부문).
- 뉴스 스테이션 - ‘보도 스테이션’의 전신(1985~2004).
- 뮤직 스테이션 - 이 프로와 더불어, TV 아사히의 간판 프로그램(생방송 버라이어티). 금요일 저녁 방송.
- 런던 하츠 - 이 프로그램과 더불어, TV 아사히의 인기 예능 프로그램. 화요일 저녁 방송.
- 생생 정보통 - 이 프로그램과 비슷한 한국의 프로그램.